# Kilmar Campos
Kilmar Eurivides Campos Romero (* 22. června 1963) je bývalý venezuelský zápasník – judista.

## Sportovní kariéra
Připravoval se v Ciudad Guayana ve státě Bolívar pod vedením Antonia Jéreze. Ve venezuelské mužské reprezentaci se pohyboval od počátku osmdesátých let dvacátého století v polostřední váze do 78 kg. V roce 1988 startoval na olympijských hrách v Soul, kde prohrál v úvodnim kole s Finem Jukka-Pekkou Metsolou. V roce 1992 a 1996 na olympijské hry nekvalifikoval. Po skončení sportovní kariéry se věnuje trenérské práci. Specializuje se na ženské judo.

## Výsledky
| Turnaj                  | 1982             | 1983             | 1984             | 1985             | 1986             | 1987             | 1988             | 1989             | 1990             | 1991             | 1992             | 1993             | 1994             | 1995             |  |
| Turnaj                  | 19               | 20               | 21               | 22               | 23               | 24               | 25               | 26               | 27               | 28               | 29               | 30               | 31               | 32               |  |
| Turnaj                  | polostřední váha | polostřední váha | polostřední váha | polostřední váha | polostřední váha | polostřední váha | polostřední váha | polostřední váha | polostřední váha | polostřední váha | polostřední váha | polostřední váha | polostřední váha | polostřední váha |  |
| ----------------------- | ---------------- | ---------------- | ---------------- | ---------------- | ---------------- | ---------------- | ---------------- | ---------------- | ---------------- | ---------------- | ---------------- | ---------------- | ---------------- | ---------------- |  |
| Olympijské hry          |                  |                  | —                |                  |                  |                  | úč.              |                  |                  |                  | —                |                  |                  |                  |  |
| Mistrovství světa       |                  | —                |                  | —                |                  | —                |                  | —                |                  | úč.              |                  | úč.              |                  | —                |  |
| Panamerické hry         |                  | ?                |                  |                  |                  | 3.               |                  |                  |                  | —                |                  |                  |                  | ?                |  |
| Panamerické mistrovství | ?                |                  | ?                | —                | ?                |                  | ?                |                  | 5.               |                  | 3.               |                  | ?                |                  |  |
| Jihoamerické hry        | ?                |                  |                  |                  | ?                |                  |                  |                  | ?                |                  |                  |                  | ?                |                  |  |
| Středoamerické a k. hry | —                |                  |                  |                  | ?                |                  |                  |                  | ?                |                  |                  | 3.               |                  |                  |  |
| Bolívarské hry          |                  |                  |                  | 1.               |                  |                  |                  | —                |                  |                  |                  | 1.               |                  |                  |  |